# Беляев, Николай Семёнович (военный)
Никола́й Семёнович Беля́ев (1866—1935) — генерал-майор русской императорской армии, герой Первой мировой войны, военный специалист РККА.

## Биография
Приемный сын священника. Родился в 1866 году. Окончил Ананьевскую гимназию (1887) и физико-математический факультет Новороссийского университета (1891).
В 1893 году окончил военно-училищный курс Московского пехотного юнкерского училища, откуда выпущен был подпоручиком в 59-й пехотный Люблинский полк.
Чины: поручик (1896), штабс-капитан (1899), капитан (1901), подполковник (1904), полковник (1908), генерал-майор (1916).
В 1899 году окончил геодезическое отделение Николаевской академии Генерального штаба по 1-му разряду. В 1901—1903 годах состоял в числе офицеров Корпуса военных топографов, затем был начальником строевого отдела штаба Очаковской крепости (1903—1904).
Старшим адъютантом штаба 15-й пехотной дивизии участвовал в русско-японской войне. С 17 августа 1905 по 19 августа 1906 года был правителем канцелярии этапного отделения управления начальника военных сообщений при Главнокомандующем на Дальнем Востоке. Позднее состоял штаб-офицером для особых поручений при штабе 12-го армейского корпуса (1906—1907) и старшим адъютантом штаба Казанского военного округа (1907—1909). В 1909—1913 годах был прикомандирован к Александровскому военному училищу для преподавания военных наук.
10 мая 1913 назначен начальником штаба 44-й пехотной дивизии, с которой и вступил в Первую мировую войну. Был удостоен ордена Св. Георгия 4-й степени
За то, что с 4 по 21 октября 1914 года в боях на р. Сане при форсировании переправ и за расширение наших позиций на левом неприятельском берегу против д. Заржече, многократно подвергая свою жизнь явной опасности, лично производя разведки и неустанно наблюдая в боях в сфере губительного ружейного и артиллерийского неприятельского огня, собирал важные о нем сведения и давал возможность начальнику дивизии выяснить планы и намерения противника, своевременно их парализовать и тем способствовал окончательному прочному успеху действий дивизии за указанный период боев.
В октябре 1915 был назначен командиром 152-го пехотного Владикавказского полка. 30 ноября 1916 назначен начальником штаба 17-й пехотной дивизии, а 19 марта 1917 года — начальником штаба 13-го армейского корпуса. В мае 1917 был назначен командующим 70-й пехотной дивизией.
Во время Октябрьского восстания был арестован по указанию Военно-революционного комитета, но вскоре отпущен.
В 1918 году добровольно вступил в РККА. Занимал должность инспектора Главного управления военно-учебных заведений Всероглавштаба, с 11 декабря 1919 был: преподавателем Военной академии РККА, начальником отделения библиотек и учебных пособий ГУВУЗ специальный лектор Военной Академии и специальным лектором Военной академии. Занимал должности старшего руководителя групповых лекций Военной академии (1922—1923), начальника Геодезического управления РККА (1923—1926) и военрука Московской консерватории.
В 1928 году вышел в отставку, преподавал военное дело во 2-м МГУ и Плехановском институте. 10 ноября 1930 был арестован по делу «Весна»:

Первыми были схвачены отставные военные А. Н. Галицинский, А. В. Новиков и Н. С. Беляев, поскольку санкцию на их арест в Наркомате обороны запрашивать было не нужно. Затем был арестован друг Владиславского Е. К. Смысловский и преподаватели Военной академии ВВС С. Г. Лукирский и Ф. Ф. Новицкий. Кроме того, вскоре попал в кутузку и В. Г. Сухов.

Судя по протоколам допросов, большая часть арестованных держала себя очень достойно, в особенности — все три отставных генерала и подполковник В. Г. Сухов. Допросы длились сутками, причем, по всей видимости, подследственных сильно били. По крайней мере, есть основания считать, что генерал Галицинский умер именно от побоев. — Тинченко Я.Ю. Голгофа русского офицерства в СССР.
Признал себя виновным, 18 июля 1931 года приговорен к пяти годам ИТЛ, в июле 1934 года досрочно освобождён. В сентябре 1934 года был назначен преподавателем военной кафедры Московской консерватории. Умер в 1935 году в Москве. Похоронен там же. Был женат, имел сына.

## Награды
- Орден Святого Станислава 3-й ст. (1906)
- Орден Святой Анны 3-й ст. с мечами и бантом (1906)
- Орден Святого Владимира 4-й ст. (1906)
- Орден Святого Станислава 2-й ст. (1911)
- Орден Святого Владимира 3-й ст. с мечами (ВП 01.1915)
- Орден Святого Георгия 4-й ст. (ВП 19.05.1915)